# Saison 2020-2021 des Panthers de la Floride
Autres saisons
Saison précédente Saison suivante
La saison 2020-2021 des Panthers de la Floride est la 28e saison de hockey sur glace jouée par la franchise dans la Ligue nationale de hockey. Cette saison est particulière, à cause de la pandémie de la Covid-19, débute en janvier et se dispute sur un calendrier condensé de 56 matchs.

## Avant-saison

### Contexte
Les Panthers, guidé par des joueurs tels qu’Aleksander Barkov, Aaron Ekblad, Jonathan Huberdeau, Carter Verhaeghe, MacKenzie Weegar et Keith Yandle, semblent enfin prêt à devenir de sérieux prétendants à la victoire finale. Lors de la période de transfert, ils ajoutent des joueurs talentueux comme Anthony Duclair et Patric Hörnqvist.

### Mouvements d’effectifs

#### Transactions
| Date              | Acquisition des Panthers                                        | Partenaire d'échange     | Acquisition du partenaire                                                                          |
| ----------------- | --------------------------------------------------------------- | ------------------------ | -------------------------------------------------------------------------------------------------- |
| 24 septembre 2020 | Patric Hörnqvist                                                | Penguins de Pittsburgh   | Michael Matheson et Colton Sceviour                                                                |
| 2 octobre 2020    | un choix de quatrième tour au Repêchage de 2020                 | Sénateurs d'Ottawa       | Joshua Brown                                                                                       |
| 8 octobre 2020    | Markus Nutivaara                                                | Blue Jackets de Columbus | Cliff Pu                                                                                           |
| 2 avril 2021      | Brad Morrison                                                   | Blackhawks de Chicago    | Vincent Hinostroza                                                                                 |
| 8 avril 2021      | Lucas Wallmark, Lucas Carlsson                                  | Blackhawks de Chicago    | Brett Connolly, Henrik Borgström, Riley Stillman et un choix de septième tour au Repêchage de 2021 |
| 10 avril 2021     | Brandon Montour                                                 | Sabres de Buffalo        | un choix de troisième tour au Repêchage de 2021                                                    |
| 12 avril 2021     | Samuel Bennett et un choix de sixième tour au Repêchage de 2022 | Flames de Calgary        | Emil Heineman et un choix de deuxième tour au Repêchage de 2022                                    |

#### Signatures d'agent libre
| Joueur             | Date             | Ancienne franchise               | Durée du contrat |
| ------------------ | ---------------- | -------------------------------- | ---------------- |
| Radko Gudas        | 9 octobre 2020   | Capitals de Washington           | 3 ans            |
| Carter Verhaeghe   | 9 octobre 2020   | Lightning de Tampa Bay           | 2 ans            |
| Alexander Wennberg | 9 octobre 2020   | Blue Jackets de Columbus         | 1 an             |
| Ryan Lomberg       | 9 octobre 2020   | Flames de Calgary                | 2 ans            |
| Vincent Hinostroza | 9 octobre 2020   | Coyotes de l'Arizona             | 1 an             |
| Scott Wilson       | 21 octobre 2020  | Sabres de Buffalo                | 1 an             |
| Juho Lammikko      | 24 novembre 2020 | Metallourg Magnitogorsk          | 1 an             |
| Anthony Duclair    | 17 décembre 2020 | Sénateurs d'Ottawa               | 1 an             |
| Kevin Connauton    | 13 janvier 2021  | Avalanche du Colorado            | 1 an             |
| Logan Hutsko       | 1er mars 2021    | Eagles de Boston College         | 2 ans            |
| Spencer Knight     | 31 mars 2021     | Eagles de Boston College         | 2 ans            |
| Matt Kiersted      | 1er avril 2021   | Fighting Hawks du Dakota du Nord | 2 ans            |
| Nikita Goussev     | 11 avril 2021    | Devils du New Jersey             | 2 ans            |
| Anton Lundell      | 7 juin 2021      | HIFK                             | 2 ans            |

#### Départs d'agent libre
| Joueur            | Date             | Franchise suivante     |
| ----------------- | ---------------- | ---------------------- |
| Henrik Borgström  | 4 octobre 2020   | HIFK                   |
| Paul Thompson     | 9 octobre 2020   | Wolf Pack de Hartford  |
| Mark Pysyk        | 10 octobre 2020  | Stars de Dallas        |
| Dryden Hunt       | 10 octobre 2020  | Coyotes de l'Arizona   |
| Dominic Toninato  | 11 octobre 2020  | Jets de Winnipeg       |
| Lucas Wallmark    | 12 octobre 2020  | Blackhawks de Chicago  |
| Ievgueni Dadonov  | 15 octobre 2020  | Sénateurs d'Ottawa     |
| Thomas Schemitsch | 21 octobre 2020  | Monsters de Cleveland  |
| Erik Haula        | 23 décembre 2020 | Predators de Nashville |
| Danick Martel     | 9 janvier 2021   | Devils de Binghamton   |
| Mike Hoffman      | 11 janvier 2021  | Blues de Saint-Louis   |
| Rodrigo Ābols     | 19 janvier 2021  | Örebro HK              |
| Lucas Wallmark    | 15 juin 2021     | HK CSKA Moscou         |

#### Prolongations de contrat
| Joueur              | Date             | Durée du contrat |
| ------------------- | ---------------- | ---------------- |
| Philippe Desrosiers | 14 octobre 2020  | 1 an             |
| Mason Marchment     | 3 novembre 2020  | 1 an             |
| MacKenzie Weegar    | 6 novembre 2020  | 3 ans            |
| Samuel Montembeault | 22 décembre 2020 | 1 an             |
| Mason Marchment     | 5 avril 2021     | 1 an             |
| Kevin Connauton     | 1er juin 2021    | 1 an             |
| Gustav Forsling     | 15 juillet 2021  | 3 ans            |
| Anthony Duclair     | 15 juillet 2021  | 3 ans            |

#### Résiliations de contrat
| Joueur       | Date            |
| ------------ | --------------- |
| Jonathan Ang | 23 janvier 2021 |
| Keith Yandle | 15 juillet 2021 |

#### Réclamé au ballotage
| Joueur          | Date           | Ancienne franchise        |
| --------------- | -------------- | ------------------------- |
| Gustav Forsling | 9 janvier 2021 | Hurricanes de la Caroline |
| Noah Juulsen    | 9 janvier 2021 | Canadiens de Montréal     |

### Joueurs repêchés
Les Panthers possèdent le 12e choix lors du repêchage de 2020 se déroulant virtuellement. Ils sélectionnent au premier tour Anton Lundell, centre du HIFK de la SM-liiga. La liste des joueurs repêchés en 2020 par les est la suivante :
| Tour | Choix | Nom             | Poste          | Nationalité | Équipe précédente                  |
| ---- | ----- | --------------- | -------------- | ----------- | ---------------------------------- |
| 1    | 13    | Anton Lundell   | Centre         | Finlande    | HIFK (SM-liiga)                    |
| 2    | 43    | Emil Heineman   | Ailier droit   | Suède       | Leksands IF (J20 SuperElit)        |
| 3    | 74    | Ty Smilanic     | Centre         | États-Unis  | USNTDP U18 (USHL)                  |
| 3    | 87    | Justin Sourdif  | Ailier droit   | Canada      | Giants de Vancouver (LHOu)         |
| 4    | 95    | Michael Benning | Défenseur      | Canada      | Crusaders de Sherwood Park (LHJA)  |
| 4    | 105   | Zachary Uens    | Défenseur      | Canada      | Warriors de Merrimack (NCAA)       |
| 5    | 153   | Kasper Puutio   | Défenseur      | Finlande    | Silvertips d'Everett (LHOu)        |
| 7    | 198   | Elliot Ekmark   | Centre         | Suède       | Linköpings Jr. (J20 SuperElit)     |
| 7    | 212   | Devon Levi      | Gardien de but | Canada      | Canadiens de Carleton Place (LHCC) |

Les Panthers ont également cédé deux de leurs choix d'origine :
- le 136e, un choix de cinquième tour acquis par les Canadiens de Montréal lors d'un échange le 22 juin 2018 en retour d’un choix de cinquième tour en 2019[51].
- le 167e, un choix de sixième tour acquis par l’Avalanche du Colorado lors d'un échange le 25 février 2019 en compagnie de Derick Brassard, en retour d’un choix de troisième tour en 2020 (87e au total)[48].

## Composition de l'équipe
L'équipe 2020-2021 des Panthers est entraînée au départ par Joel Quenneville, assisté d’Andrew Brewer, Andrew Brunette, Derek MacKenzie, Ulf Samuelsson et Rob Tallas ; le directeur général de la franchise est William Zito.
Les joueurs utilisés depuis le début de la saison sont inscrits dans le tableau ci-dessous. Les buts des séances de tir de fusillade ne sont pas comptés dans ces statistiques. Certains des joueurs ont également joué des matchs avec l'équipe exceptionnellement associée cette saison aux Panthers : le Crunch de Syracuse, franchise de la Ligue américaine de hockey.
En raison de la pandémie, la ligue met en place un encadrement élargis appelé Taxi-squad. Il s'agit de joueurs se tenant à disposition avec l'équipe prêt à remplacer un joueur qui serait tester positif à la COVID-19. Neuf parmi eux n'ont disputé aucune rencontre avec les Panthers, il s'agit de Lucas Carlsson, de Tommy Cross, de Philippe Desrosiers, de Uladzislau Koliachonok, de John Ludwig, de Samuel Montembeault, de Chase Priskie, de Cole Schwindt et de Scott Wilson.
| No | Nationalité | Joueur           | PJ | V  | D | DP | Min   | BC | BL | Moy  | %Arr | A | Pun | Commentaire |
| -- | ----------- | ---------------- | -- | -- | - | -- | ----- | -- | -- | ---- | ---- | - | --- | ----------- |
| 30 | États-Unis  | Spencer Knight   | 4  | 4  | 0 | 0  | 207   | 0  | 8  | 2,32 | 91,9 | 0 | 0   |             |
| 60 | Canada      | Chris Driedger   | 23 | 14 | 6 | 3  | 1 362 | 3  | 47 | 2,07 | 92,7 | 2 | 2   |             |
| 72 | Russie      | Sergeï Bobrovsky | 31 | 19 | 8 | 2  | 1 816 | 0  | 88 | 2,91 | 90,6 | 0 | 0   |             |

| No | Nationalité        | Joueur           | PJ | B  | A  | Pts | Pun | Commentaire                                     |
| -- | ------------------ | ---------------- | -- | -- | -- | --- | --- | ----------------------------------------------- |
| 3  | États-Unis         | Keith Yandle     | 56 | 3  | 24 | 27  | 38  | assistant capitaine                             |
| 5  | Canada             | Aaron Ekblad     | 35 | 11 | 11 | 22  | 33  | assistant capitaine                             |
| 6  | Suède              | Anton Strålman   | 38 | 3  | 6  | 9   | 8   |                                                 |
| 7  | République tchèque | Radko Gudas      | 54 | 2  | 9  | 11  | 40  |                                                 |
| 8  | États-Unis         | Matthew Kiersted | 7  | 0  | 0  | 0   | 2   |                                                 |
| 25 | Canada             | Brady Keeper     | 1  | 0  | 0  | 0   | 0   |                                                 |
| 42 | Suède              | Gustav Forsling  | 43 | 5  | 12 | 17  | 8   |                                                 |
| 44 | Canada             | Kevin Connauton  | 7  | 0  | 1  | 1   | 7   |                                                 |
| 52 | Canada             | MacKenzie Weegar | 54 | 6  | 30 | 36  | 45  |                                                 |
| 58 | Canada             | Noah Juulsen     | 4  | 0  | 0  | 0   | 0   |                                                 |
| 61 | Canada             | Riley Stillman   | 8  | 0  | 0  | 0   | 14  | A fini la saison avec les Blackhawks de Chicago |
| 62 | Canada             | Brandon Montour  | 12 | 2  | 2  | 4   | 16  | A commencé la saison avec les Sabres de Buffalo |
| 65 | Finlande           | Markus Nutivaara | 30 | 0  | 10 | 10  | 12  |                                                 |

| No | Nationalité | Joueur             | Poste | PJ | B  | A  | Pts | Pun | Commentaire                                         |
| -- | ----------- | ------------------ | ----- | -- | -- | -- | --- | --- | --------------------------------------------------- |
| 9  | Canada      | Sam Bennett        | C     | 10 | 6  | 9  | 15  | 33  | A commencé la saison avec les Flames de Calgary     |
| 10 | Canada      | Brett Connolly     | AD    | 21 | 2  | 2  | 4   | 2   | A fini la saison avec les Blackhawks de Chicago     |
| 11 | Canada      | Jonathan Huberdeau | AG    | 55 | 20 | 41 | 61  | 36  | assistant capitaine                                 |
| 13 | États-Unis  | Vincent Hinostroza | C     | 9  | 0  | 0  | 0   | 0   | A fini la saison avec les Blackhawks de Chicago     |
| 14 | Russie      | Grigori Denisenko  | AG    | 7  | 0  | 4  | 4   | 2   |                                                     |
| 16 | Finlande    | Aleksander Barkov  | C     | 50 | 26 | 32 | 58  | 14  | capitaine de l'équipe                               |
| 19 | Canada      | Mason Marchment    | AG    | 33 | 2  | 8  | 10  | 18  |                                                     |
| 20 | Finlande    | Aleksi Heponiemi   | C     | 9  | 1  | 1  | 2   | 2   |                                                     |
| 21 | Suède       | Alexander Wennberg | C     | 56 | 17 | 12 | 29  | 8   |                                                     |
| 23 | Canada      | Carter Verhaeghe   | C     | 43 | 18 | 18 | 36  | 31  |                                                     |
| 27 | Finlande    | Eetu Luostarinen   | C     | 44 | 3  | 5  | 8   | 12  |                                                     |
| 55 | États-Unis  | Noel Acciari       | C     | 41 | 4  | 7  | 11  | 9   |                                                     |
| 70 | Suède       | Patric Hörnqvist   | AD    | 44 | 14 | 18 | 32  | 39  | assistant capitaine                                 |
| 71 | Suède       | Lucas Wallmark     | C     | 4  | 0  | 0  | 0   | 0   | A commencé la saison avec les Blackhawks de Chicago |
| 74 | Canada      | Owen Tippett       | AD    | 45 | 7  | 11 | 18  | 6   |                                                     |
| 77 | États-Unis  | Frank Vatrano      | C     | 56 | 18 | 8  | 26  | 26  |                                                     |
| 83 | Finlande    | Juho Lammikko      | AD    | 44 | 4  | 1  | 5   | 10  |                                                     |
| 91 | Canada      | Anthony Duclair    | AG    | 43 | 10 | 22 | 32  | 18  |                                                     |
| 94 | Canada      | Ryan Lomberg       | AG    | 34 | 2  | 2  | 4   | 67  |                                                     |
| 97 | Russie      | Nikita Goussev     | AG    | 11 | 2  | 3  | 5   | 2   | A commencé la saison avec les Devils du New Jersey  |

## Saison régulière

### Match après match
Cette section présente les résultats de la saison régulière qui s'est déroulée du 13 janvier au 12 mai. Le calendrier de cette dernière est annoncé par la ligue le 23 décembre 2020.
Nota : les résultats sont indiqués dans la boîte déroulante ci-dessous afin de ne pas surcharger l'affichage de la page. La colonne « Fiche » indique à chaque match le parcours de l'équipe au niveau des victoires, défaites et défaites en prolongation ou lors de la séance de tir de fusillade (dans l'ordre). La colonne « Pts » indique les points récoltés par l'équipe au cours de la saison. Une victoire rapporte deux points et une défaite en prolongation, un seul.
| No | Date       | Adversaire   | Lieu      | Score    | Buteur(s) des Hurricanes | Fiche   | Pts | Gardien de but | Patinoire                | Résumé     |
| -- | ---------- | ------------ | --------- | -------- | --- | ------- | --- | -------------- | ------------------------ | ---------- |
| 1  | 17 janvier | Blackhawks   | Sunrise   | 2-5      | Ekblad Yandle (Huberdeau - Luostarinen) Luostarinen (Verhaeghe - Stralman) Hornqvist (Huberdeau - Gudas) Huberdeau (Barkov - Hornqvist)                                                       | 1-0-0   | 2   | Driedger       | BB&T Center              | [ fdm 1 ]  |
| 2  | 19 janvier | Blackhawks   | Sunrise   | 4-5 (P)  | Verhaeghe (Barkov - Duclair) Hornqvist (Yandle - Ekblad) Verhaeghe (Duclair - Wennberg) Hornqvist (Yandle - Huberdeau) Vatrano (Barkov - Weegar)                                              | 2-0-0   | 4   | Bobrovsky      | BB&T Center              | [ fdm 2 ]  |
| 3  | 26 janvier | Blue Jackets | Columbus  | 4-3 (TF) | Verhaeghe (Duclair - Wennberg) · Barkov (Verhaeghe - Duclair) · Hornqvist (Ekblad - Weegar) · TF : Vatrano - Huberdeau - Duclair - Barkov - Hornqvist                                         | 3-0-0   | 6   | Bobrovsky      | Nationwide Arena         | [ fdm 3 ]  |
| 4  | 28 janvier | Blue Jackets | Columbus  | 2-3 (TF) | Verhaeghe (Duclair) · Luostarinen (Stralman - Nutivaara) · TF : Duclair - Huberdeau - Vatrano - Hornqvist                                                                                     | 3-0-1   | 7   | Driedger       | Nationwide Arena         | [ fdm 4 ]  |
| 5  | 30 janvier | Red Wings    | Détroit   | 3-2 (P)  | Barkov (Huberdeau - Ekblad) Yandle (Hornqvist - Barkov) Heponiemi (Duclair) | 4-0-1   | 9   | Bobrovsky      | Little Caesars Arena     | [ fdm 5 ]  |
| 6  | 31 janvier | Red wings    | Détroit   | 3-2      | Hornqvist (Huberdeau - Yandle) Ekblad (Yandle - Huberdeau) Verhaeghe (Barkov - Nutivaara) | 5-0-1   | 11  | Driedger       | Little Caesars Arena     | [ fdm 6 ]  |
| 7  | 4 février  | Predators    | Sunrise   | 6-5 (P)  | Huberdeau Huberdeau (Nutivaara - Hornqvist) Ekblad (Barkov - Huberdeau) Barkov (Huberdeau - Yandle) Huberdeau                                                                                 | 5-0-2   | 12  | Bobrovsky      | BB&T Center              | [ fdm 7 ]  |
| 8  | 5 février  | Predators    | Sunrise   | 1-2      | Barkov (Verhaeghe - Tippett) Verhaeghe (Barkov - Weegar) | 6-0-2   | 14  | Driedger       | BB&T Center              | [ fdm 8 ]  |
| 9  | 7 février  | Red wings    | Sunrise   | 4-1      | Wennberg (Stralman - Vatrano) | 6-1-2   | 14  | Driedger       | BB&T Center              | [ fdm 9 ]  |
| 10 | 9 février  | Red wings    | Sunrise   | 1-2      | Wennberg (Huberdeau - Hornqvist) Hornqvist (Ekblad - Huberdeau) | 7-1-2   | 16  | Bobrovsky      | BB&T Center              | [ fdm 10 ] |
| 11 | 11 février | Lightning    | Sunrise   | 2-5      | Vatrano (Tippett - Luostarinen) Wennberg (Huberdeau - Hornqvist) Ekblad (Yandle - Barkov) Verhaeghe (Wennberg - Ekblad) Connolly (Weegar)                                                     | 8-1-2   | 18  | Bobrovsky      | BB&T Center              | [ fdm 11 ] |
| 12 | 13 février | Lightning    | Sunrise   | 6-1      | Vatrano (Connolly - Luostarinen) | 8-2-2   | 18  | Bobrovsky      | BB&T Center              | [ fdm 12 ] |
| 13 | 15 février | Lightning    | Tampa     | 6-4      | Huberdeau (Hornqvist - Weegar) Tippett (Luostarinen) Vatrano Duclair (Barkov - Verhaeghe) Barkov (Verhaeghe - Stralman) Stralman (Huberdeau - Gudas)                                          | 9-2-2   | 20  | Driedger       | Amalie Arena             | [ fdm 13 ] |
| 14 | 17 février | Hurricanes   | Raleigh   | 4-3 (P)  | Huberdeau (Yandle - Driedger) Wennberg (Huberdeau - Hornqvist) Lammikko (Lomberg) Huberdeau (Barkov)                                                                                          | 10-2-2  | 22  | Driedger       | PNC Arena                | [ fdm 14 ] |
| 15 | 19 février | Red wings    | Détroit   | 7-2      | Lammikko (Connoly - Yandle) Weegar (Huberdeau - Wennberg) Hornqvist (Yandle - Huberdeau) Barkov (Verhaeghe - Stralman) Ekblad (Weegar - Duclair) Hornqvist (Barkov - Yandle) Duclair (Barkov) | 11-2-2  | 24  | Driedger       | Little Caesars Arena     | [ fdm 15 ] |
| 16 | 20 février | Red wings    | Détroit   | 1-2      | Wennberg (Duclair -Vatrano) | 11-3-2  | 24  | Bobrovsky      | Little Caesars Arena     | [ fdm 16 ] |
| 17 | 22 février | Stars        | Sunrise   | 1-3      | Ekblad (Weegar - Huberdeau) Yandle Barkov | 12-3-2  | 26  | Driedger       | BB&T Center              | [ fdm 17 ] |
| 18 | 24 février | Stars        | Sunrise   | 3-0      | | 12-4-2  | 26  | Driedger       | BB&T Center              | [ fdm 18 ] |
| 19 | 25 février | Stars        | Sunrise   | 2-3      | Barkov (Verhaeghe - Weegar) Stralman (Marchment - Luostarinen) Vatrano (Wennberg - Hornqvist)                                                                                                 | 13-4-2  | 28  | Bobrovsky      | BB&T Center              | [ fdm 19 ] |
| 20 | 27 février | Hurricanes   | Sunrise   | 4-3 (TF) | Huberdeau (Barkov - Hornqvist) · Vatrano (Marchment - Connauton) · Hornqvist (Weegar - Stralman) · TF : Barkov - Huberdeau - Hornqvist - Vatrano - Wennberg                                   | 13-4-3  | 29  | Bobrovsky      | BB&T Center              | [ fdm 20 ] |
| 21 | 1er mars   | Hurricanes   | Sunrise   | 3-2 (P)  | Vatrano (Barkov - Verhaeghe) Luostarinen (Marchment) | 13-4-4  | 30  | Driedger       | BB&T Center              | [ fdm 21 ] |
| 22 | 4 mars     | Predators    | Nashville | 5-4      | Verhaeghe (Barkov - Ekblad) Marchment (Ekblad) Huberdeau (Hornqvist) Ekblad (Barkov - Huberdeau) Ekblad (Barkov - Yandle)                                                                     | 14-4-4  | 32  | Bobrovsky      | Bridgestone Arena        | [ fdm 22 ] |
| 23 | 6 mars     | Predators    | Nashville | 6-2      | Ekblad Huberdeau (Hornqvist - Gudas) Acciari (Ekblad - Vatrano) Acciari (Yandle) Vatrano (Barkov) Acciari (Yandle - Huberdeau)                                                                | 15-4-4  | 34  | Bobrovsky      | Bridgestone Arena        | [ fdm 23 ] |
| 24 | 7 mars     | Hurricanes   | Raleigh   | 2-4      | Weegar (Acciari) Marchment (Huberdeau - Barkov) | 15-5-4  | 34  | Driedger       | PNC Arena                | [ fdm 24 ] |
| 25 | 9 mars     | Blue Jackets | Columbus  | 4-2      | Lammikko (Weegar) Hornqvist (Ekblad - Huberdeau) Tippett (Forsling - Wennberg) Verhaeghe (Weegar)                                                                                             | 16-5-4  | 36  | Bobrovsky      | Nationwide Arena         | [ fdm 25 ] |
| 26 | 11 mars    | Blue Jackets | Columbus  | 5-4 (P)  | Hornqvist (Forsling - Verhaeghe) Lomberg (Acciari - Gudas) Tippett (Weegar - Marchment) Barkov (Yandle - Huberdeau) Vatrano (Huberdeau - Ekblad)                                              | 17-5-4  | 38  | Bobrovsky      | Nationwide Arena         | [ fdm 26 ] |
| 27 | 13 mars    | Blackhawks   | Sunrise   | 2-4      | Barkov (Duclair - Weegar) Verhaeghe (Weegar - Barkov) Vatrano (Tippett - Gudas) Barkov (Duclair - Verhaeghe)                                                                                  | 18-5-4  | 40  | Bobrovsky      | BB&T Center              | [ fdm 27 ] |
| 28 | 15 mars    | Blackhawks   | Sunrise   | 3-6      | Tippett (Forsling - Wennberg) Ekblad (Yandle - Huberdeau) Forsling (Barkov - Verhaeghe) Barkov (Acciari - Weegar) Verhaeghe (Barkov) Wennberg (Huberdeau - Hornqvist)                         | 19-5-4  | 42  | Bobrovsky      | BB&T Center              | [ fdm 28 ] |
| 29 | 18 mars    | Predators    | Sunrise   | 2-1      | Huberdeau (Hornqvist - Weegar) | 19-6-4  | 42  | Bobrovsky      | BB&T Center              | [ fdm 29 ] |
| 30 | 20 mars    | Predators    | Sunrise   | 0-2      | Barkov (Duclair - Weegar) Duclair (Verhaeghe) | 20-6-4  | 44  | Driedger       | BB&T Center              | [ fdm 30 ] |
| 31 | 21 mars    | Lightning    | Tampa     | 3-5      | Verhaeghe (Barkov) Forsling (Wennberg - Vatrano) Hornqvist (Yandle - Barkov) | 20-7-4  | 44  | Bobrovsky      | Amalie Arena             | [ fdm 31 ] |
| 32 | 23 mars    | Blackhawks   | Chicago   | 2-3      | Stralman (Acciari - Tippett) Wennberg (Acciari - Huberdeau) | 20-8-4  | 44  | Driedger       | United Center            | [ fdm 32 ] |
| 33 | 25 mars    | Blackhawks   | Chicago   | 0-3      | | 20-9-4  | 44  | Bobrovsky      | United Center            | [ fdm 33 ] |
| 34 | 27 mars    | Stars        | Dallas    | 4-3 (P)  | Verhaeghe (Acciari) Verhaeghe (Acciari - Tippett) Verhaeghe Ekblad (Huberdeau - Verhaeghe) | 21-9-4  | 46  | Bobrovsky      | American Airlines Center | [ fdm 34 ] |
| 35 | 28 mars    | Stars        | Dallas    | 4-1      | Huberdeau Duclair Huberdeau (Yandle - Ekblad) Tippett (Huberdeau) | 22-9-4  | 48  | Driedger       | American Airlines Center | [ fdm 35 ] |
| 36 | 30 mars    | Red wings    | Sunrise   | 1-4      | Huberdeau (Marchment) Verhaeghe (Duclair) Connolly (Forsling) Verhaeghe (Tippett) | 23-9-4  | 50  | Bobrovsky      | BB&T Center              | [ fdm 36 ] |
| 37 | 1er avril  | Red wings    | Sunrise   | 2-3 (P)  | Acciari (Verhaeghe - Yandle) Vatrano (Verhaeghe - Huberdeau) Wennberg (Forsling - Vatrano) | 24-9-4  | 52  | Driedger       | BB&T Center              | [ fdm 37 ] |
| 38 | 3 avril    | Blue Jackets | Sunrise   | 2-5      | Weegar (Barkov - Verhaeghe) Wennberg (Vatrano - Hornqvist) Wennberg (Weegar - Forsling) Vatrano (Tippett) Wennberg                                                                            | 25-9-4  | 54  | Bobrovsky      | BB&T Center              | [ fdm 38 ] |
| 39 | 4 avril    | Blue Jackets | Sunrise   | 0-3      | Barkov (Hornqvist - Weegar) Vatrano Forsling (Barkov - Weegar) | 26-9-4  | 56  | Driedger       | BB&T Center              | [ fdm 39 ] |
| 40 | 6 avril    | Hurricanes   | Raleigh   | 2-5      | Barkov (Weegar - Verhaeghe) Barkov (Verhaeghe - Marchment) | 26-10-4 | 56  | Bobrovsky      | PNC Arena                | [ fdm 40 ] |
| 41 | 8 avril    | Hurricanes   | Raleigh   | 0-3      | | 26-11-4 | 56  | Driedger       | PNC Arena                | [ fdm 41 ] |
| 42 | 10 avril   | Stars        | Dallas    | 1-4      | Barkov (Hornqvist) | 26-12-4 | 56  | Bobrovsky      | American Airlines Center | [ fdm 42 ] |
| 43 | 13 avril   | Stars        | Dallas    | 3-2 (P)  | Barkov (Nutivaara - Huberdeau) Gudas (Yandle - Duclair) Vatrano (Forsling - Weegar) | 27-12-4 | 58  | Driedger       | American Airlines Center | [ fdm 43 ] |
| 44 | 15 avril   | Lightning    | Tampa     | 2-3 (P)  | Hornqvist (Wennberg - Nutivaara) Duclair (Huberdeau - Nutivaara) | 27-12-5 | 59  | Driedger       | Amalie Arena             | [ fdm 44 ] |
| 45 | 17 avril   | Lightning    | Tampa     | 5-3      | Montour (Bennett) Hornqvist (Barkov - Gusev) Huberdeau (Nutivaara - Bennett) Vatrano Duclair (Gudas)                                                                                          | 28-12-5 | 61  | Bobrovsky      | Amalie Arena             | [ fdm 45 ] |
| 46 | 19 avril   | Blue Jackets | Sunrise   | 2-4      | Vatrano Bennett (Huberdeau - Duclair) Gudas (Duclair - Forsling) Vatrano (Wennberg - Hornqvist)                                                                                               | 29-12-5 | 63  | Bobrovsky      | BB&T Center              | [ fdm 46 ] |
| 47 | 20 avril   | Blue Jackets | Sunrise   | 1-5      | Barkov (Gusev - Marchment) Bennett (Duclair - Huberdeau) Bennett (Huberdeau - Duclair) Lomberg (Vatrano - Nutivaara) Huberdeau (Duclair - Gudas)                                              | 30-12-5 | 65  | Knight         | BB&T Center              | [ fdm 47 ] |
| 48 | 22 avril   | Hurricanes   | Sunrise   | 4-2      | Barkov (Hornqvist - Gusev) Barkov (Yandle - Huberdeau) | 30-13-5 | 65  | Bobrovsky      | BB&T Center              | [ fdm 48 ] |
| 49 | 24 avril   | Hurricanes   | Sunrise   | 3-4 (P)  | Weegar (Huberdeau - Bennett) Forsling (Wennberg - Vatrano) Wennberg (Weegar - Duclair) Barkov (Driedger - Weegar)                                                                             | 31-13-5 | 67  | Driedger       | BB&T Center              | [ fdm 49 ] |
| 50 | 26 avril   | Predators    | Nashville | 1-4      | Bennett (Duclair - Nutivaara) | 31-14-5 | 67  | Driedger       | Bridgestone Arena        | [ fdm 50 ] |
| 51 | 27 avril   | Predators    | Nashville | 7-4      | Barkov (Yandle - Huberdeau) Duclair (Huberdeau - Bennett) Barkov (Tippett - Weegar) Tippett (Huberdeau - Bennet) Vatrano (Wennberg - Heponiemi) Huberdeau (Barkov - Bennett) Huberdeau        | 32-14-5 | 69  | Knight         | Bridgestone Arena        | [ fdm 51 ] |
| 52 | 29 avril   | Blackhawks   | Chicago   | 4-3 (P)  | Wennberg (Weegar - Huberdeau) Duclair (Montour - Denisenko) Montour (Wennberg - Nutivaara) Bennett (Weegar)                                                                                   | 33-14-5 | 71  | Knight         | United Center            | [ fdm 52 ] |
| 53 | 1er mai    | Blackhawks   | Chicago   | 5-4      | Duclair (Bennett - Forsling) Gusev (Lomberg - Gudas) Barkov (Forsling - Duclair) Duclair (Barkov - Denisenko) Tippett (Bennett)                                                               | 34-14-5 | 73  | Bobrovsky      | United Center            | [ fdm 53 ] |
| 54 | 3 mai      | Stars        | Sunrise   | 4-5 (P)  | Huberdeau (Tippett - Yandle) Gusev (Montour) Weegar (Tippett - Denisenko) Forsling (Denisenko - Barkov) Barkov (Yandle - Weegar)                                                              | 35-14-5 | 75  | Knight         | BB&T Center              | [ fdm 54 ] |
| 55 | 8 mai      | Lightning    | Sunrise   | 1-5      | Wennberg (Forsling - Weegar) Bennett (Barkov - Huberdeau) Wennberg (Vatrano) Huberdeau (Bennett) Wennberg (Tippett - Forsling)                                                                | 36-14-5 | 77  | Bobrovsky      | BB&T Center              | [ fdm 55 ] |
| 56 | 10 mai     | Lightning    | Sunrise   | 0-4      | Weegar (Marchment - Lammikko) Lammikko Verhaeghe (Duclair - Barkov) Wennberg (Gudas - Yandle)                                                                                                 | 37-14-5 | 79  | Driedger       | BB&T Center              | [ fdm 56 ] |

### Classement de l'équipe
L'équipe des Panthers finit à la deuxième place de la division Centrale Discover et  se qualifient pour les Séries éliminatoires, les Hurricanes de la Caroline sont sacrés champions de la division. Au niveau de la Ligue nationale de hockey, cela les place à la quatrième place, les premiers étant l'Avalanche du Colorado avec huitante-deux points.
| Clt   | Équipe                    | PJ | V  | D  | DP | BP  | BC  | Pts |
| ----- | ------------------------- | -- | -- | -- | -- | --- | --- | --- |
| +001, | Hurricanes de la Caroline | 56 | 36 | 12 | 8  | 179 | 136 | 80  |
| +002, | Panthers de la Floride    | 56 | 37 | 14 | 5  | 189 | 153 | 79  |
| +003, | Lightning de Tampa Bay    | 56 | 36 | 17 | 3  | 181 | 147 | 75  |
| +004, | Predators de Nashville    | 56 | 31 | 23 | 2  | 156 | 154 | 64  |
| +005, | Stars de Dallas           | 56 | 23 | 19 | 14 | 158 | 154 | 60  |
| +006, | Blackhawks de Chicago     | 56 | 24 | 25 | 7  | 161 | 186 | 55  |
| +007, | Red Wings de Détroit      | 56 | 19 | 27 | 10 | 127 | 171 | 48  |
| +008, | Blue Jackets de Columbus  | 56 | 18 | 26 | 12 | 137 | 187 | 48  |

- En gras : champion de la saison régulière
- En italique : qualifié pour les séries éliminatoires

Avec cent-huitante-neuf buts inscrits, les Panthers possèdent la cinquième attaque de la ligue, les meilleures étant l'Avalanche du Colorado avec cent-nonante-sept buts et les moins performants étant les Ducks d'Anaheim avec cent-vingt-six buts. Au niveau défensif, les Panthers accordent cent-cinquante-trois buts, soit une huitième place pour la ligue, les Golden Knights de Vegas est l'équipe qui a concédé le moins de buts (cent-vingt-quatre) alors qu'au contraire, les Flyers de Philadelphie en accordent deux-cent-un buts.

### Meneurs de la saison
Aleksander Barkov est le joueur des Panthers qui a inscrit le plus de buts (vingt-six), le classant à la 9e position au niveau de la ligue. Ce classement est remporté par Auston Matthews des Maple Leafs de Toronto avec quarante et une réalisations. 
Le joueur comptabilisant le plus d'aides chez les Panthers est Jonathan Huberdeau avec quarante et un, ce qui le classe au 8e rang au niveau de la ligue. le meilleur étant Connor McDavid des Oilers d'Edmonton avec septante et une passes comptabilisées.
Jonathan Huberdeau, obtenant un total de soixante et un points est le joueur des Panthers le mieux placé au classement par point, terminant à la 12e place au niveau de la ligue. Connor McDavid en comptabilise cent-quatre pour remporter ce classement.
Au niveau des défenseurs, MacKenzie Weegar est le défenseur le plus prolifique de la saison avec un total de Trente-six points, terminant à la 13e place au niveau de la ligue. Tyson Barrie des Oilers d'Edmonton est le défenseur comptabilisant le plus de points avec un total de quarante-huit.
Concernant les Gardien, Sergei Bobrovsky accorde huitante-huit buts en mille-huit-cent-dix-sept minutes, pour un pourcentage d’arrêt de nonante, six et Chris Driedger accorde quarante-sept buts en mille-trois-cent-soixante-deux minutes, pour un pourcentage d'arrêt de nonante-deux, sept. Jack Campbell est le gardien ayant accordé le moins de buts (quarante-trois) et Connor Hellebuyck le plus (cent-douze), Hellebuyck est également le gardien disputant le plus de minutes de jeu (deux-mille-six-cent-deux), Alexander Nedeljkovic est le gardien présentant le meilleur taux d’arrêts avec (nonante-trois, deux) et Carter Hart le pire (huitante-sept, sept.
À propos des recrues, Owen Tippett comptabilise dix-huit points, finissant à la 15e place au niveau de la ligue. Kirill Kaprizov du Wild du Minnesota est la recrue la plus prolifique avec un total de cinquante et un point.
Enfin, au niveau des pénalités, les Panthers ont totalisé cinq-cent-soixante-huit minutes de pénalité dont soixante-sept minutes pour Ryan Lomberg, ils sont la seconde équipe la plus pénalisée de la saison. Le joueur le plus pénalisé de la ligue est Tom Wilson des Capitals de Washington avec nonante-six minutes et l'équipe la plus pénalisée est le Lightning de Tampa Bay.

## Séries éliminatoires

### Déroulement des séries

#### Premier tour contre le Lighting
Les Panthers de la Floride, deuxièmes de la division Centrale à un point des Hurricanes de la Caroline, sont confrontés à la troisième équipe de la division, le Lightning de Tampa Bay. Cette série marque le premier affrontement entre deux équipes de la Floride dans l'histoire des séries éliminatoires de la Coupe Stanley. Au cours de la saison, les confrontations entre les deux équipes ont été marquées par un grand nombre de pénalités, 42 minutes en moyenne par match, avec un point d'orgue de 154 minutes au cours de l'avant-dernier match de la saison. Les Panthers ont remporté cinq des huit matchs qui les ont opposés en saison régulière, dont les trois derniers. Tampa Bay peut compter sur Andreï Vassilevski gardien avec le plus grand nombre de victoires du circuit lors de la saison régulière et sur le retour de blessure de Nikita Koutcherov qui n'a pas joué de la saison régulière alors que du côté des Panthers Jonathan Huberdeau est onzième pointeur et Aleksander Barkov neuvième buteur et quinzième pointeur de la LNH,.
| 16 mai 2021 | Floride | 4-5 (2-1, 0-2, 2-2) | Tampa Bay | BB&T Center 9 646 spectateurs |

| Feuille de match | Feuille de match | Feuille de match                    | Feuille de match | Feuille de match                                               |
| ---------------- | --- | ----------------------------------- | --- | -------------------------------------------------------------- |
|                  | Barkov (Huberdeau, Yandle) — 9 min 41 s (SN) Verhaeghe (Barkov, Yandle) — 16 min 31 s Huberdeau (Bennett, Tippett) — 41 min 27 s Tippett (Huberdeau, Bennett) — 44 min 9 s | 0-1 1-1 2-1 2-2 2-3 3-3 4-3 4-4 4-5 | Coleman (Gourde, McDonagh) — 7 min 42 s (IN) Koutcherov (Hedman, Stamkos) — 24 min 58 s (SN) Koutcherov (Hedman, Stamkos) — 34 min 51 s (SN) Point (Koutcherov, Hedman) — 53 min (SN) Point (McDonagh) — 58 min 46 s | Arbitrage : Dan O'Rourke, Kyle Rehman Brad Kovachik, Kory Nagy |
| Bobrovski        | Gardiens | Vassilevski                         | | Arbitrage : Dan O'Rourke, Kyle Rehman Brad Kovachik, Kory Nagy |
| 18 min           | Pénalités | 16 min                              | | Arbitrage : Dan O'Rourke, Kyle Rehman Brad Kovachik, Kory Nagy |
| 39               | Tirs | 40                                  | | Arbitrage : Dan O'Rourke, Kyle Rehman Brad Kovachik, Kory Nagy |

| 18 mai 2021 | Floride | 1-3 (0-2, 1-0, 0-1) | Tampa Bay | BB&T Center 9 646 spectateurs |

| Feuille de match | Feuille de match                            | Feuille de match | Feuille de match                                                                                                 | Feuille de match                                                  |
| ---------------- | ------------------------------------------- | ---------------- | --- | ----------------------------------------------------------------- |
|                  | Marchment (Verhaeghe, Barkov) — 34 min 21 s | 0-1 0-2 1-2 1-3  | Stamkos (Killorn, Savard) — 4 min 52 s Palát (Point, Koutcherov) — 14 min 57 s Gourde (Palát) — 58 min 35 s (CV) | Arbitrage : Steve Kozari, Brian Pochmara Brad Kovachik, Kory Nagy |
| Driedger         | Gardiens                                    | Vassilevski      | | Arbitrage : Steve Kozari, Brian Pochmara Brad Kovachik, Kory Nagy |
| 18 min           | Pénalités                                   | 8 min            | | Arbitrage : Steve Kozari, Brian Pochmara Brad Kovachik, Kory Nagy |
| 33               | Tirs                                        | 29               | | Arbitrage : Steve Kozari, Brian Pochmara Brad Kovachik, Kory Nagy |

| 20 mai 2021 | Tampa Bay | 5-6 (pr) (0-2, 5-1, 0-2, 0-1) | Floride | Amalie Arena 9 508 spectateurs |

| Feuille de match | Feuille de match | Feuille de match                            | Feuille de match | Feuille de match                                                            |
| ---------------- | --- | ------------------------------------------- | --- | --------------------------------------------------------------------------- |
|                  | Cirelli (Hedman, Killorn) — 21 min 57 s Colton (Coleman) — 25 min 46 s Stamkos (McDonagh) — 28 min 38 s Point (Koutcherov, Hedman) — 34 min 17 s (SN) Killorn (Hedman, Point) — 38 min 17 s (SN) | 0-1 0-2 1-2 2-2 3-2 3-3 4-3 5-3 5-4 5-5 5-6 | Bennett (Huberdeau, Tippett) — 4 min 31 s Gudas (Forsling, Huberdeau) — 7 min 5 s Wennberg (Weegar, Tippett) — 32 min 34 s (SN) Hörnqvist (Huberdeau, Barkov) — 41 min 45 s (SN) Forsling (Wennberg, Hörnqvist) — 56 min 53 s Lomberg (Vatrano, Gudas) — 65 min 56 s | Arbitrage : Steve Kozari, Brian Pochmara Brandon Gawryletz, Matt MacPherson |
| Vassilevski      | Gardiens | Driedger (40 min) Bobrovski (25 min 56 s)   | | Arbitrage : Steve Kozari, Brian Pochmara Brandon Gawryletz, Matt MacPherson |
| 6 min            | Pénalités | 8 min                                       | | Arbitrage : Steve Kozari, Brian Pochmara Brandon Gawryletz, Matt MacPherson |
| 31               | Tirs | 47                                          | | Arbitrage : Steve Kozari, Brian Pochmara Brandon Gawryletz, Matt MacPherson |

| 22 mai 2021 | Tampa Bay | 6-2 (3-1, 2-1, 1-0) | Floride | Amalie Arena 9 762 spectateurs |

| Feuille de match | Feuille de match | Feuille de match                               | Feuille de match                                                                                  | Feuille de match                                                              |
| ---------------- | --- | ---------------------------------------------- | ------------------------------------------------------------------------------------------------- | ----------------------------------------------------------------------------- |
|                  | Cirelli (Killorn, Černák) — 3 min Gourde (Koutcherov, Sergatchiov) — 7 min 24 s Palát (Černák, Koutcherov) — 16 min 45 s Killorn (Koutcherov, Hedman) — 25 min 41 s (SN) Killorn (Stamkos, Cirelli) — 27 min 15 s Koutcherov (Stamkos, Killorn) — 44 min 47 s (SN) | 1-0 2-0 2-1 3-1 4-1 5-1 5-2 6-2                | Huberdeau (Hörnqvist, Bennett) — 8 min 49 s (SN) Verhaeghe (Barkov, Huberdeau) — 38 min 45 s (SN) | Arbitrage : Garrett Rank, Kelly Sutherland Matt MacPherson, Brandon Gawryletz |
| Vassilevski      | Gardiens | Bobrovski (27 min 15 s) Driedger (31 min 10 s) |                                                                                                   | Arbitrage : Garrett Rank, Kelly Sutherland Matt MacPherson, Brandon Gawryletz |
| 42 min           | Pénalités | 50 min                                         |                                                                                                   | Arbitrage : Garrett Rank, Kelly Sutherland Matt MacPherson, Brandon Gawryletz |
| 26               | Tirs | 41                                             |                                                                                                   | Arbitrage : Garrett Rank, Kelly Sutherland Matt MacPherson, Brandon Gawryletz |

| 24 mai 2021 | Floride | 4-1 (0-1, 2-0, 2-0) | Tampa Bay | BB&T Center 11 551 spectateurs |

| Feuille de match | Feuille de match | Feuille de match    | Feuille de match                  | Feuille de match                                                           |
| ---------------- | --- | ------------------- | --------------------------------- | -------------------------------------------------------------------------- |
|                  | Weegar (Huberdeau, Bennett) — 26 min 19 s Marchment (Barkov, Weegar) — 36 min 55 s Hörnqvist (Barkov, Huberdeau) — 40 min 35 s (SN) Vatrano (Hörnqvist) — 59 min 45 s (CV) | 0-1 1-1 2-1 3-1 4-1 | Colton (Coleman, McDonagh) — 53 s | Arbitrage : Francois StLaurent, Kelly Sutherland Jonny Murray, Bevan Mills |
| Knight           | Gardiens | Vassilevski         |                                   | Arbitrage : Francois StLaurent, Kelly Sutherland Jonny Murray, Bevan Mills |
| 6 min            | Pénalités | 22 min              |                                   | Arbitrage : Francois StLaurent, Kelly Sutherland Jonny Murray, Bevan Mills |
| 38               | Tirs | 37                  |                                   | Arbitrage : Francois StLaurent, Kelly Sutherland Jonny Murray, Bevan Mills |

| 26 mai 2021 | Tampa Bay | 4-0 (1-0, 1-0, 2-0) | Floride | Amalie Arena 10 092 spectateurs |

| Feuille de match | Feuille de match | Feuille de match | Feuille de match | Feuille de match                                                           |
| ---------------- | --- | ---------------- | ---------------- | -------------------------------------------------------------------------- |
|                  | Maroon (Johnson, Sergatchiov) — 6 min 16 s Stamkos (Hedman, Koutcherov) — 33 min 27 s (SN) Point (Koutcherov, Černák) — 54 min 36 s Killorn (Černák, Stamkos) — 58 min 18 s (CV) | 1-0 2-0 3-0 4-0  |                  | Arbitrage : Francis Charron, Jon McIsaac Shandor Alphonso, Matt MacPherson |
| Vassilevski      | Gardiens | Knight           |                  | Arbitrage : Francis Charron, Jon McIsaac Shandor Alphonso, Matt MacPherson |
| 4 min            | Pénalités | 6 min            |                  | Arbitrage : Francis Charron, Jon McIsaac Shandor Alphonso, Matt MacPherson |
| 24               | Tirs | 29               |                  | Arbitrage : Francis Charron, Jon McIsaac Shandor Alphonso, Matt MacPherson |

- Cet article est partiellement ou en totalité issu de l'article intitulé « Séries éliminatoires de la Coupe Stanley 2021 » (voir la liste des auteurs).

### Statistiques des joueurs
| No | Nationalité | Joueur           | PJ | V | D | Min | BC | BL | Moy  | %Arr | A | Pun |
| -- | ----------- | ---------------- | -- | - | - | --- | -- | -- | ---- | ---- | - | --- |
| 30 | États-Unis  | Spencer Knight   | 2  | 1 | 1 | 117 | 4  | 0  | 2,06 | 93,3 | 0 | 0   |
| 60 | Canada      | Chris Driedger   | 3  | 0 | 1 | 130 | 8  | 0  | 3,70 | 87,1 | 0 | 0   |
| 72 | Russie      | Sergeï Bobrovsky | 3  | 1 | 2 | 113 | 10 | 0  | 5,33 | 84,1 | 0 | 0   |

| No | Nationalité        | Joueur           | PJ | B | A | Pts | Pun |
| -- | ------------------ | ---------------- | -- | - | - | --- | --- |
| 3  | États-Unis         | Keith Yandle     | 3  | 0 | 2 | 2   | 0   |
| 6  | Suède              | Anton Strålman   | 5  | 0 | 0 | 0   | 0   |
| 7  | République tchèque | Radko Gudas      | 6  | 1 | 1 | 2   | 4   |
| 42 | Suède              | Gustav Forsling  | 6  | 1 | 1 | 2   | 0   |
| 52 | Canada             | MacKenzie Weegar | 6  | 1 | 2 | 3   | 6   |
| 62 | Canada             | Brandon Montour  | 6  | 0 | 0 | 0   | 6   |
| 65 | Finlande           | Markus Nutivaara | 5  | 0 | 0 | 0   | 14  |

| No | Nationalité | Joueur             | Poste | PJ | B | A | Pts | Pun |
| -- | ----------- | ------------------ | ----- | -- | - | - | --- | --- |
| 9  | Canada      | Sam Bennett        | C     | 5  | 1 | 4 | 5   | 8   |
| 11 | Canada      | Jonathan Huberdeau | AG    | 6  | 2 | 8 | 10  | 4   |
| 16 | Finlande    | Aleksander Barkov  | C     | 6  | 1 | 6 | 7   | 2   |
| 19 | Canada      | Mason Marchment    | AG    | 6  | 2 | 0 | 2   | 8   |
| 21 | Suède       | Alexander Wennberg | C     | 6  | 1 | 1 | 2   | 0   |
| 23 | Canada      | Carter Verhaeghe   | C     | 6  | 2 | 1 | 3   | 2   |
| 55 | États-Unis  | Noel Acciari       | C     | 6  | 0 | 0 | 0   | 0   |
| 70 | Suède       | Patric Hörnqvist   | AD    | 6  | 2 | 3 | 5   | 12  |
| 74 | Canada      | Owen Tippett       | AD    | 6  | 1 | 3 | 4   | 0   |
| 77 | États-Unis  | Frank Vatrano      | C     | 6  | 1 | 1 | 2   | 4   |
| 91 | Canada      | Anthony Duclair    | AG    | 6  | 0 | 0 | 0   | 6   |
| 94 | Canada      | Ryan Lomberg       | AG    | 6  | 1 | 0 | 1   | 30  |